# عرض أولي ومون
عرض أولي ومون (بالإنجليزية: The Ollie & Moon Show)‏ هو مسلسل رسوم متحركة تلفزيوني فرنسي-أمريكي-كندي للأطفال تم تطويره بواسطة ديان كريدنسور وروبرت فارغاس وديفيد ميشيل. وهو مبني على سلسلة كتب أولي ومون. ظهرت السلسلة لأول مرة على Sprout في الولايات المتحدة في 27 مايو 2017 ، وتم نقلها عندما أصبحت القناة Universal Kids بعد أشهر. لا يزال العرض يبث على Universal Kids وهو متاح أيضًا على نتفليكس. الموسم الثاني ، اعتبارًا من 2018 ، قيد الإنتاج وسيعرض على فرانس تيليفيزيون.

## القصة
يعرض عرض أولي ومون عن قطتين أوليان ومون يبلغان من العمر ست سنوات ، جنبًا إلى جنب مع رفيق السفر ستانلي الحلزون ، الذين يسافرون حول العالم ويتعرفون على الثقافات المختلفة. يتميز العرض بشخصيات متحركة في خلفيات واقعية.

## الشخصيات
- أولي هي قطة برتقالية منهجية تحب التخطيط. صوتها كوبي فرومر وبريان بيكرلي.
- مون هي قطة كريمية مندفع تحب المغامرة. عبر عنها ماتيا كونفورتي.
- ستانلي هو حلزون أزرق وأرجواني ورفيق سفر أولي ومون. صوتت بواسطة Ofosu Born Jones-Quartey (الأخ الأكبر لإيان جونز-كوارتي).

## بث
ظهر عرض أولي ومون لأول مرة على Universal Kids (مثل Sprout) في الولايات المتحدة في 27 مايو 2017. تم بث المسلسل على شبكة المعرفة تي في أو كيدز و Deja View في كندا. في أمريكا اللاتينية ، يتم بثه على ديسكفري كيدز ، وفي كيبيك يبث على TFO. في المملكة المتحدة ، تم بث المسلسل على Tiny Pop المسلسل متاح أيضًا لبث نتفليكس في الولايات المتحدة.

## وصلات خارجية
- عرض أولي ومون على موقع IMDb (الإنجليزية)
- عرض أولي ومون على موقع روتن توميتوز (الإنجليزية)
- عرض أولي ومون على موقع فيلمافينيتي (الإسبانية)
- عرض أولي ومون على موقع ألو سيني (الفرنسية)
- عرض أولي ومون على موقع قاعدة بيانات الفيلم (الإنجليزية)